# Thierry Escaich
Thierry Escaich (Nogent-sur-Marne, 1965. május 8. –) francia zeneszerző.